# KISSで女は薔薇になる
「KISSで女は薔薇になる」（きすでおんなはばらになる）は、1993年11月3日にリリースした田原俊彦の43作目のシングル。

## 背景
表題曲は、テレビ朝日系月曜ドラマ・イン『愛してるよ!』の主題歌に起用された。
本作を最後に、翌1994年にジャニーズ事務所を独立し個人事務所を設立した。

## リリース
1993年11月3日に、ポニーキャニオンのNAVレーベルから発売された。
1981年に発売された「ブギ浮ぎI LOVE YOU」以降、シングルレコードと8cmCDの規格品番の下一桁はほぼ全て「3」で指定されていたが、その指定は今作を以て終了した。

## 記録
本作のヒットにより、オリコン集計におけるデビューからの全シングルの総売上枚数が1000万枚を突破した。これはピンク・レディー（1979年）、森進一（1979年）、山口百恵（1980年）、沢田研二（1980年）、西城秀樹（1982年）、郷ひろみ（1983年）、五木ひろし（1984年）、松田聖子（1984年）、中森明菜（1988年）、サザンオールスターズ（1993年）に続き史上11組目であった。

## 収録曲
| 全作詞: 松井五郎。 |                                            |           |           |          |      |
| #                  | タイトル                                   | 作詞      | 作曲      | 編曲     | 時間 |
| 1.                 | 「KISSで女は薔薇になる」                   | 松井五郎  | 松本俊明  | 船山基紀 | 4:31 |
| 2.                 | 「男たちに乾杯」                           | 松井五郎  | 都志見隆  | 清水信之 | 4:49 |
| 3.                 | 「KISSで女は薔薇になる」(Original Karaoke) | 松井五郎  |           |          | 4:30 |
| 合計時間:          | 合計時間:                                  | 合計時間: | 合計時間: | 13:50    |      |